# هسته‌های قدامی تالاموس
هسته‌های قدامی تالاموس (یا گروه هسته ای قدامی) مجموعه ای از در انتهای روسترال تالاموس پشتی (dorsal thalamus) هستند. آنها هسته‌های قدامی پشتی (anterodorsal)، میانی پشتی (anteromedial) و هسته خلفی پشتی (anteroventral) تشکیل می‌دهند.

## ورودی‌ها و خروجی‌ها
هسته‌های قدامی از اجسام پستانی (mammillary bodies) از طریق مسیرتالاموسی-پستانی (mammillothalamic) و از سابیکولوم از طریق مثلث مغزی یا فورنیکس، آوران دریافت می‌کنند. به نوبه خود، آنها به شکنج دندانه دار (cingulate gyrus) پیش می‌روند.
هسته‌های قدامی تالاموس عملکردهای مربوط به حافظه را ایجاد می‌کنند. ضایعاتی که در تالاموس قدامی افراد بوجود می‌آیند، مانع ورود اطلاعات از مسیرهای مرتبط با هیپوکامپ و اجسام پستانی می‌شوند، که بروز اشکال فراموشی را به دنبال دارند؛ در نتیجه تالاموس قدامی در حافظه رویدادی (اپیزودیک) نقش دارد. با این حال، اگرچه هیپوتالاموس هم با اجسام پستانی و هم با هسته‌های قدامی تالاموس ارتباط برقرار می‌کند، هسته‌های قدامی ورودی خود را از سلول‌های هیپوکامپ که در اعماق سلول‌های هرمی (پیرامیدال) بوده و به اجسام پستانی ارتباط دارند، دریافت می‌کنند.

## عملکرد
اینطور به نظر می‌رسد که این هسته‌ها در تعدیل هوشیاری نقش دارند و در یادگیری و حافظه رویدادی موثرند. آنها بخشی از سیستم لیمبیک در نظر گرفته می‌شوند.
اخیراً تصور می‌شود که هسته‌های قدامی تالاموس (ATN) در مسیرهایی که ناوبری فضایی را در ارتباط با حرکات سر انجام می‌دهند، متصل هستند. ATN اتصالات دو طرفه را با postsubiculum نشان می‌دهد، ساختاری در انسان که در تنظیم سیگنال دهی نسبت به حرکت سر در صفحه افقی نقش دارد. این ساختار حاوی «سلول‌های جهت سر» است که فرض می‌شود در ATN نیز وجود دارد. این سلول‌های جهت سر در پاسخ به حیوانی که سر خود را در جهت خاصی تکان می‌دهد تحریک می‌شوند. در نهایت، توالی پیام‌های این سلول‌ها اطلاعاتی را رمزگذاری می‌کند که به حیوان اجازه می‌دهد جهت خود را در رابطه با محیط فضایی خود درک کند.

## تصاویر اضافی

تالاموس